# TwitPic
Twitpic — сайт, позволяющий пользователям с лёгкостью размещать фотографии в Twitter. Twitpic часто используется гражданскими журналистами для загрузки и распространения фотографий событий в режиме реального времени.

## История
Twitpic был запущен в 2008 году Ноа Эвереттом (англ. Noah Everett). В интервью Mixergy Ноа Эверетт утверждал, что ему предлагали цену в районе 10 миллионов долларов США за компанию, но он отказался от предложения.

## Описание
Twitpic может использоваться независимо от Twitter, однако некоторые характеристики делают его родственным сайтом Twitter.
Имена и пароли пользователей Twitpic такие же, как в Twitter.
Комментарии к фотографиям присылаются в качестве ответного твита.
URL-адреса Twitpic достаточно коротки, что позволяет не использовать сокращение URL. Любой пользователь Twitter может размещать фотографии на сайте.
Отличительной особенностью Twitpic, является счётчик просмотра фотографий имеющий пиктограмму глаза, под загружаемым фото.

## Связанные приложения
Такие приложения для iPhone, как TweetDeck, Echofon, Tweetie, Twitfile и Twitterrific, могут загружать фотографии из iPhone в Twitpic.
Приложения для BlackBerry, такие как ÜberTwitter, OpenBeak и Twitter for BlackBerry, также имею функцию загрузки изображений в Twitpic. Телефоны на WebOS могут загружать изображения в Twitpic с помощью приложения Tweed. Телефоны на Android могут загружать изображения в Twitpic с помощью приложений Twidroid и Seesmic.
Устройства на Windows Phone 7 могут загружать изображения в Twitpic с помощью приложения TouchTwit.
Телефоны на платформе Symbian могут загружать изображения Twitpic с помощью приложения Gravity. Все телефоны INQ имеют функцию загрузки фотографий сразу после того, как они сделаны.
iPhone, iPad и Android могут загружать изображения в TwitPic с помощью официального клиента.

## В медиа
В январе 2009 года самолёт Airbus A320 авиакомпании US Airways, выполняющий рейс 1549 из Нью-Йорка в Сиэтл, совершил аварийную посадку на воду реки Гудзон в Нью-Йорке. Пассажир одного из паромов, устремившихся на помощь, сфотографировал самолёт с ещё неэвакуированными пассажирами и отправил фотографию в Twitter через Twitpic до того, как традиционные СМИ прибыли на место происшествия. Когда тысячи людей одновременно пытались получить доступ к фотографии, сайт Twitpic перестал работать из-за большой нагрузки.
Twitpic также переставал работать 1 апреля 2009 года из-за большого количества фотографий и посещений во время протестов против G20 в Лондоне.